# Heide Seyerling
Heide Seyerling (née le 19 août 1976 à Port Elizabeth) est une athlète sud-africaine, spécialiste du 400 mètres. 

## Biographie

### Palmarès
| Date | Compétition                    | Lieu         | Résultat | Épreuve   | Performance   |
| ---- | ------------------------------ | ------------ | -------- | --------- | ------------- |
| 1994 | Championnats d'Afrique juniors | Alger        | 2e       | 100 m     | 11 s 69       |
| 1994 | Championnats d'Afrique juniors | Alger        | 1re      | 200 m     | 23 s 59       |
| 1994 | Championnats d'Afrique juniors | Alger        | 2e       | 4 × 100 m | 46 s 15       |
| 1994 | Championnats du monde juniors  | Lisbonne     | 1re      | 200 m     | 22 s 80       |
| 1998 | Championnats d'Afrique         | Dakar        | 3e       | 200 m     | 22 s 89       |
| 1998 | Jeux du Commonwealth           | Kuala Lumpur | 5e       | 200 m     | 23 s 07       |
| 1999 | Jeux africains                 | Johannesburg | 7e       | 400 m     | 52 s 27       |
| 2000 | Jeux olympiques                | Sydney       | 6e       | 400 m     | 50 s 05       |
| 2002 | Jeux du Commonwealth           | Manchester   | 5e       | 400 m     | 52 s 87       |
| 2003 | Jeux africains                 | Abuja        | 6e       | 400 m     | 52 s 45       |
| 2003 | Jeux africains                 | Abuja        | 2e       | 4 × 100 m | 44 s 44       |
| 2004 | Championnats d'Afrique         | Brazzaville  | 5e       | 400 m     | 51 s 67       |
| 2004 | Championnats d'Afrique         | Brazzaville  | 2e       | 4 × 100 m | 44 s 42       |
| 2004 | Championnats d'Afrique         | Brazzaville  | 2e       | 4 × 400 m | 3 min 30 s 12 |
| 2006 | Championnats d'Afrique         | Bambous      | 4e       | 400 m     | 53 s 26       |
| 2006 | Championnats d'Afrique         | Bambous      | 1re      | 4 × 400 m | 3 min 36 s 88 |

### Records
| Épreuve | Performance | Lieu   | Date              |
| ------- | ----------- | ------ | ----------------- |
| 400 m   | 50 s 05     | Sydney | 25 septembre 2000 |